# 卢文新
卢文新（1916年—1993年），男，江西宁都人，中华人民共和国军事人物，中国人民解放军少将，曾任湖南省军区政治委员。